# Bosc Sectorial de Formiguera
El Bosc Comunal de Formiguera (en francès, oficialment, Forêt Communale de Formiguères), recentment reanomenat com a Bosc Sectorial de Formiguera (Forêt Sectionale de Formiguères), és un bosc del terme comunal de Formiguera, de la comarca del Capcir, a la Catalunya del Nord.
Aquest bosc, de 8,03 km² d'extensió, està situat en un arc, amb molta profunditat al nord-oest, que va des del sud-est del poble de Formiguera fins al nord-est.
El bosc està sotmès a una explotació gestionada per la comuna dels Angles, atès que la propietat del bosc és de la comuna. Té el codi identificador de l'ONF F16242R.